# Oratorio dei Santi Giusto e Lucia
L'oratorio dei Santi Giusto e Lucia era una chiesa di Pistoia, situata in angolo tra via del Fiasco e via de' Rossi.

## Storia e descrizione
Era detto anche de' Vergiolesi, dalla famiglia che secondo la tradizione ne deteneva la proprietà fin dal 1252 e il cui stemma si trova sull'architrave del portale. L'antica muratura lasciata scoperta nella fascia inferiore sul lato settentrionale testimonia della fondazione medievale dell'oratorio, sebbene la bella cornice di sottogronda in laterizio appaia più come un intervento rinascimentale. Da molto tempo viene usato come abitazione civile e tale funzione appare in contrasto con il carattere religioso che mantiene ancora la facciata.